# Brodski Zdenci
Brodski Zdenci – wieś w Chorwacji, w żupanii brodzko-posawskiej, w gminie Podcrkavlje. W 2011 roku liczyła 299 mieszkańców.